# Câmara Municipal do Rio de Janeiro
Câmara Municipal do Rio de Janeiro é o poder legislativo do município do Rio de Janeiro.

## História
Foi fundada junto com a cidade, em 1566, quando era formada apenas por um procurador e um juiz. Dois anos depois, houve a primeira eleição para a Câmara Municipal do Rio de Janeiro. A cada pleito, eram selecionados doze eleitores (somente homens adultos, brancos, com residência fixa, livres e sem passado criminoso), que por sua vez elegiam doze candidatos que não podiam ser parentes ou sócios dos primeiros. Os nomes dos candidatos eram inseridos em cédulas de couro envolvidas em cera, os pelouros. Estes eram colocados em um saco e uma criança sorteava a chapa vencedora. O mais velho tornava-se presidente da Casa e juiz ordinário da cidade, os dois do meio, vereadores, e o mais novo, procurador. O mandato era de um ano.
Essa situação perdurou até a criação do cargo de intendente, em 1808, quando o rei D. João VI de Portugal decretou que o intendente seria administrador da cidade por dois anos, sempre nomeado por ele, separando os Poderes Executivo e Legislativo municipais. Em 1828, D. Pedro I reestruturou a Câmara Municipal, que passou a ter nove vereadores, eleitos de quatro em quatro anos, com a responsabilidade de cuidar da educação pública, da polícia e dos assuntos econômicos da cidade. Contudo, já naquele momento a Câmara Municipal perdeu suas funções judiciárias. E a partir de então, e durante longo tempo, ela foi sendo esvaziada em suas atribuições, repassadas a outras instituições.
Logo após a Proclamação da República, a cidade passou a ser compreendida no então Distrito Federal, sendo administrada por este ente, e a Câmara, um mês depois, foi dissolvida e instituído o Conselho de Intendência, composto por sete intendentes, eleitos por voto direto, sendo o presidente encarregado da função de prefeito do Distrito Federal. Em 1892, a República tirou, da Câmara, os poderes executivos que esta mantinha desde o século XVI, passando a caber, ao prefeito, a decisão apenas das questões delicadas, com mandatos de três anos. Juntamente com as demais câmaras, foi fechada, em 1937, quando da decretação do regime do Estado Novo por Getúlio Vargas e reaberta, em 1946, porém sem poder sobre os vetos do prefeito, os quais eram analisados pelos senadores da República.

### Sede atual (Palácio Pedro Ernesto)
Manteve-se como Câmara do Distrito Federal até a transferência da capital federal para Brasília e a criação do estado da Guanabara, em 1960. Recuperou o status de Câmara Municipal quando da fusão da Guanabara com o estado do Rio de Janeiro, em 1975, tendo sido reinstalada em 1977, após o pleito realizado no ano anterior, desta vez com apenas 21 membros, sediando-se no Palácio Pedro Ernesto, na Cinelândia, cujo nome é uma homenagem ao médico e político Pedro Ernesto.

### Futura sede (edifício Francisco Serrador)
No final de dezembro de 2022, a Mesa Diretora da Câmara comprou o Edifício Francisco Serrador, localizado na Cinelândia, que pertencia a empresários argentinos, pelo valor de R$ 149,6 milhões, para ser a nova sede da Câmara Municipal. Inicialmente, as obras no edifício estavam orçadas em R$ 85 milhões, mas após questionamentos do Tribunal de Contas do Município (TCM), o orçamento foi reduzido para R$ 74 milhões, com uma diminuição de R$ 10,2 milhões. As obras incluem a criação de um plenário, a demolição parcial de um andar para ampliar o pé-direito, modificações estruturais, construção de um estúdio de TV para a Rio TV Câmara, e a instalação de cerca de 50 gabinetes. A licitação das obras foi adiada para 23 de janeiro de 2023, enquanto o TCM avalia se as 23 exigências de esclarecimentos feitas à Câmara foram atendidas.
A transição dos departamentos para o novo edifício estava prevista para ser concluída até agosto de 2024. No entanto, ainda em 2025, a mudança não foi totalmente finalizada. A previsão é que a transição se complete em 2025, com a expectativa de que o Palácio Pedro Ernesto, atual sede dos vereadores, seja transformado em um centro cultural. Esse projeto integra o Quadrilátero Cultural da Cinelândia, criado em 2023, reforçando a área como um polo de cultura e história na cidade.
| “ | Uma mudança dessas tem que ser feita com planejamento. Criamos dez grupos de trabalho para definir as necessidades de espaço por temas como engenharia, segurança, incêndio, tecnologia da informação, comunicação, entre outras. Esse processo não poderia ter começado antes da compra do prédio ser efetivada. Está tudo sendo planejado para a ocupação efetiva do prédio. Não há multas para a desocupação dos prédios alugados, basta avisarmos com 30 dias de antecedência. | ” |
| — Vereador Rafael Aloísio Freitas (Cidadania), 1.º secretário da Câmara, que coordena o processo de mudança. | |   |

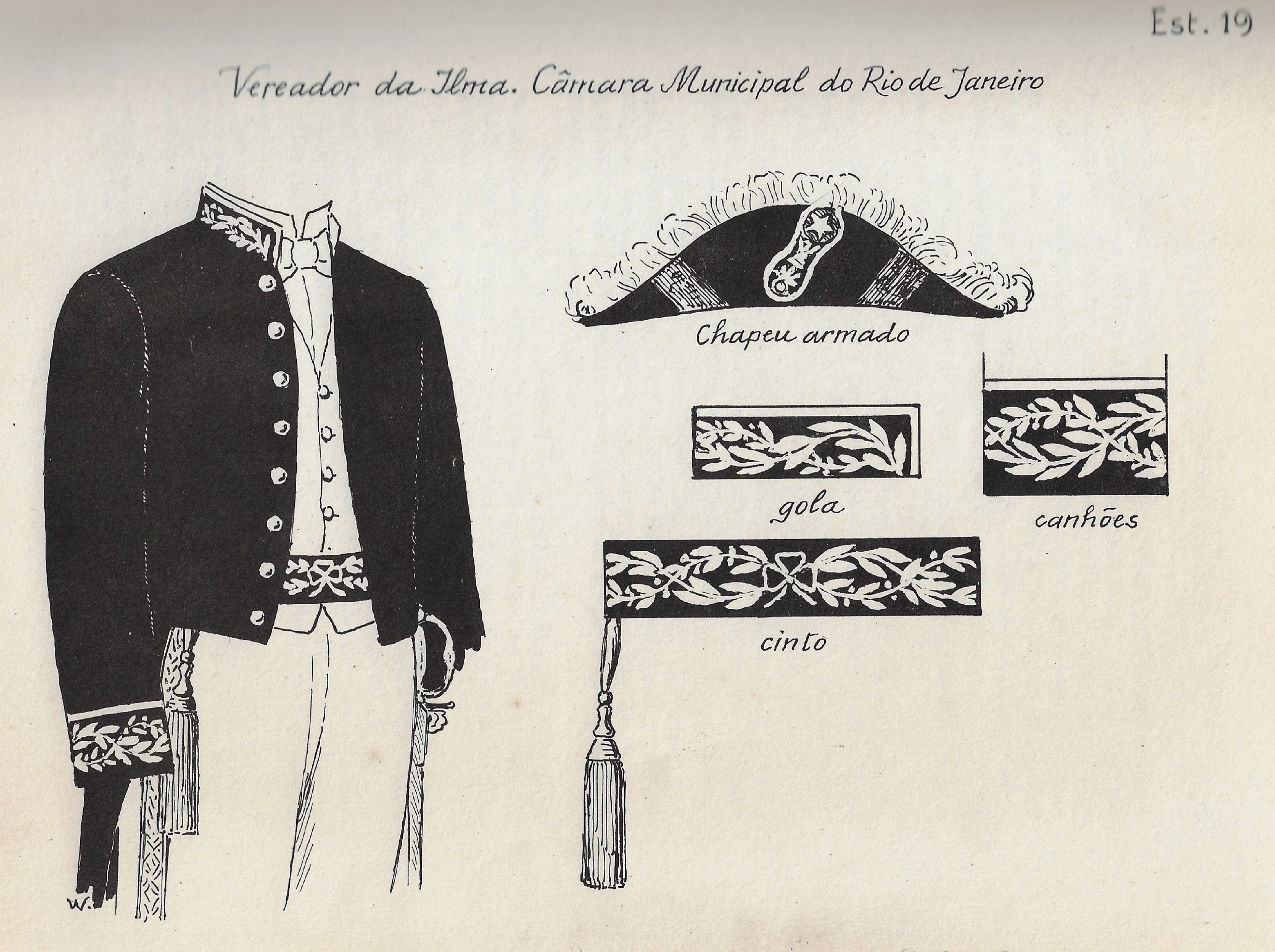
Uniforme histórico, criado pelo decreto nº 1.965, de 26 de agosto de 1857, de vereador da Câmara Municipal do Rio de Janeiro no século XIX e início do século XX (Anuário do Museu Imperial, edição 1950).
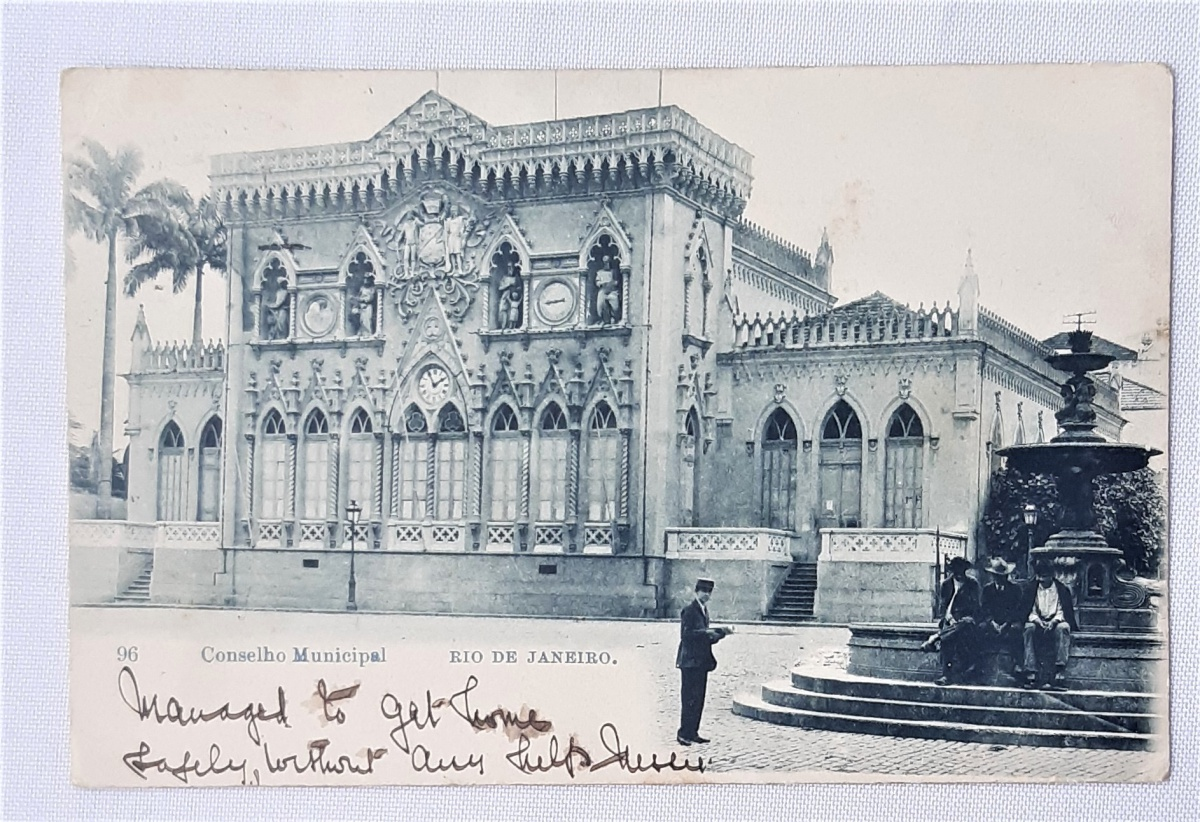
Palacete do Conselho Municipal, em 1903.
- Volume IV da histórica edição de fac-símiles de documentos da Independência do Brasil organizados e publicados pela Câmara do Rio em 1922.